# Madonna a gyermekkel esti tájban (Tiziano, 1560)
A Madonna a gyermekkel esti tájban Tiziano 1550–1560 között, Velencében festett képe (olaj, vászon, 174 x 133 cm). Jelenleg Münchenben, a Staatliche Pinakothek galériában látható.

## Története
A képet az idős mester föltehetően II. Fülöp spanyol király megrendelésére festette. Sokáig az Escorial sekrestyéjében őrizték.

## A kép
A monumentálisan egyszerű kompozíció a festő késői korszakának egyik legközvetlenebb, megragadó alkotása. Az édesanyja ölében rakoncátlanul fészkelődő, kövér kisgyerek és az őt szeretettel átölelő szépasszony kettőse Raffaello kompozícióira emlékeztet, a csodálatos naplemente, a csendes táj, az esti hangulatban utoljára felizzó ég azonban a velencei festészetre jellemző.